# Ettingen
Ettingen är en ort och kommun i distriktet Arlesheim i kantonen Basel-Landschaft, Schweiz. Kommunen har 5 618 invånare (2023).